# Boël (geslacht)

Geslachtswapen

Boël is een geslacht waarvan leden sinds 1930 tot de Belgische adel behoren.

## Geschiedenis
De stamreeks gaat terug tot Gilles Boël (†1719) die in 1688 als schepen van Braffe voor het eerst wordt vermeld. De familie werd bekend door Gustave Boël (1837-1912) die in 1880 de 'Usines Gustave Boël' stichtte, als enig erfgenaam van zijn werkgever Ernest Boucquéau (1821-1880), en die daarmee aan de oorsprong lag van het familiefortuin.
Op 15 januari 1930 werd zijn zoon Pol-Clovis Boël (1868-1941) opgenomen in de erfelijke Belgische adel met de titel van baron overgaand bij eerstgeboorte. Op 13 april 1971 verkreeg motu proprio zijn zoon René baron Boël (1899-1991) de titel van graaf overgaand bij eerstgeboorte. In 1993 verkreeg een broer van de laatste, jhr. ir. Lucien Boël (1903-1999), de persoonlijke titel van baron. Leden van het geslacht trouwden met leden van andere industriële families, bijvoorbeeld zij verbonden aan Solvay.
Anno 2018 waren er nog zeven mannelijke telgen in leven, de laatste geboren in 2000.

### Wapenbeschrijvingen
- 1930: Van goud, met verlichten en gekanteelden burcht van sabel, gevoegd van zilver, met het schildhoofd van lazuur beladen met drie klophamers van goud naast elkander. Het schild voor den titularis getopt met eene baronnenkroon, en gehouden door twee leeuwen van goud, genageld en getongd van keel. Het schild overtopt voor [de] andere nakomelingen met eenen helm van zilver, gekroond, getralied, gehalsband en omboord van goud, gevoerd en vastgehecht van keel, met dekkleeden van goud en van sabel. Helmteeken: een klophamer van het schild, tusschen een vlucht van lazuur. Wapenspreuk: 'Honore labore amore patriae' van sabel, op een lossen band van goud.
- 1971: In goud, een burcht gekanteeld van drie stukken van sabel, geopend en verlicht van het veld, gemetseld van zilver, en een schildhoofd van azuur, beladen met drie hellende klophamers van goud. Een helm van zilver, gekroond, getralied, gesierd en omboord van goud, gevoerd en gehecht van keel. Dekkleden: goud en sabel. Helmteken: een klophamer van het schild, tussen een vlucht van azuur. Wapenspreuk: 'Honore labore amore patriae' in letters van sabel, op een lint van goud. Bovendien, voor de [titularis] het schild gedekt met een gravenkroon, en gehouden door twee leeuwen van goud, geklauwd en getongd van keel.

## Enkele telgen
Gustave Boël (1837-1912), stichter in 1880 van Usines Gustave Boël en senator
- Ir. Pol-Clovis baron Boël (1868-1941), voorzitter 'Usines Gustave Boël', industrieel, senator en volksvertegenwoordiger; trouwde in 1898 met jkvr. Marthe de Kerchove de Denterghem (1877-1956), feministe en telg uit het geslacht De Kerchove de Denterghem
  - Prof. ir. René graaf Boël (1899-1991), voorzitter Usines Gustave Boël, gedelegeerd bestuurder en voorzitter van de raad van bestuur Solvay, hoogleraar aan de Université libre de Bruxelles; trouwde in 1922 met Ivonne Solvay (1896-1930)
    - Pol-Gustave graaf Boël BSc. (1923-2007), gedelegeerd bestuurder Usines Gustave Boël, senator
      - Nicolas graaf Boël MBA (1962), voorzitter van de raad van bestuur Solvay, chef de famille
        - Jhr. Olivier Boël (2000), vermoedelijke opvolger als chef de famille

    - Jhr. dr. Yves Boël (1927-2012), gedelegeerd bestuurder en voorzitter van de raad van bestuur van Sofina en voorzitter van de raad van bestuur Solvay
    - Jhr. ir. Mickey Boël MSc., PhD. (1936); trouwde in 1976 met Christine Schumann (1945), dochter van Maurice Schumann (1911-1998), Frans politicus, Minister van Staat, schrijver en lid van de Académie française
      - Jhr. ir. Harold Boël BSc. (1964), CEO van Sofina; trouwde in 1992 met jkvr. Clotilde de Peñaranda de Franchimont, hofdame van koningin Mathilde

  - Jhr. ir. Max Boël (1901-1975), vicevoorzitter van de Hoge Bosraad
    - Jhr. ir. Jacques Boël (1929-2022), voorzitter van Usines Gustave Boël; trouwde in 1962 met Sybille barones de Selys Longchamps (1941)
      - Jkvr. Delphine Boël, sinds 2020 Delphine van Saksen-Coburg (1968), kunstenares (op 27 januari 2020 bevestigde Koning Albert II de biologische vader van Delphine te zijn, de gegevens van een DNA-test bevestigen dit.)

    - Jkvr. Marie-Claire Boël (1931); trouwde in 1954 met Stanislas baron Emsens (1926-2018), voorzitter van Sibelco

  - Ir. Lucien baron Boël (1903-1999), voorzitter Usines Gustave Boël
  - Jkvr. Maya Boël (1909-1996); trouwde in 1930 met Charles-Emmanuel baron Janssen (1907-1985), industrieel en volksvertegenwoordiger en telg uit het geslacht Janssen

### Adellijke allianties
- De Kerchove de Denterghem (1898), Janssen (1930), De Jonghe (1935), Davignon (1949), Emsens (1954), Du Roy de Blicquy (1961), Thys (1961), De Selys Longchamps (1962), De Limon Triest (1970), D'Oultremont (1977), D'Arschot Schoonhoven (1981), Du Parc Locmaria du Parc (1987), Vaxelaire (1988), De Peñaranda de Franchimont (1992), De Woot de Trixhe de Jannée (2001)